# Calitri
Calitri é uma comuna italiana da região da Campania, província de Avellino, com cerca de 5.849 habitantes. Estende-se por uma área de 100 km², tendo uma densidade populacional de 58 hab/km². Faz fronteira com Andretta, Aquilonia, Atella (PZ), Bisaccia, Cairano, Pescopagano (PZ), Rapone (PZ), Rionero in Vulture (PZ), Ruvo del Monte (PZ).

## Demografia
| Variação demográfica do município entre 1861 e 2011                               |
|                                                                                   |
| Fonte: Istituto Nazionale di Statistica (ISTAT) - Elaboração gráfica da Wikipedia |